# تالويواك
تالويواك هي بلدة تقع في ولاية نونافوت،كندا.